# Stazione di Ponti di Lucignano
La stazione di Ponti di Lucignano era una stazione ferroviaria ubicata nel comune di Foiano della Chiana, che si trovava sulla Arezzo-Sinalunga de La Ferroviaria Italiana adibita al solo traffico viaggiatori.

## Storia
La stazione di Ponti di Lucignano è stata inaugurata con l'apertura della linea ferroviaria il 3 settembre 1930.

## Strutture e impianti
La stazione disponeva di un solo binario di corsa.
La riqualificazione della linea ferroviaria operata agli inizi degli anni '90 del secolo scorso dalla società esercente decretò l'alienazione definitiva della stazione che era stata ridotta a semplice "fermata a richiesta" visto l'ormai quasi inesistente traffico viaggiatori, complice negli ultimi periodi di esistenza, anche della duplicazione del servizio su gomma effettuato su strade praticamente parallele alla ferrovia da autolinee gestite dalla divisione automobilistica di LFI.
Il fabbricato era composto da un piccolo ambiente viaggiatori al piano terreno che aveva un'unica porta di ingresso che affacciava su di un piccolo porticato che fungeva da pensilina sul corto marciapede di accesso ai binari. Al piano superiore vi erano gli ambienti ai quali si accedeva da una scala esterna.

## Movimento
Il traffico che interessava la stazione era per la quasi totalità riferito a studenti e pendolari che utilizzavano la linea principalmente per recarsi nel capoluogo provinciale di Arezzo.